# 西宮市立上甲子園小学校
西宮市立上甲子園小学校（にしのみやしりつかみこうしえんしょうがっこう）は、兵庫県西宮市にある公立小学校。

## 沿革
- 1941年4月1日 - 甲子園国民学校として開校
- 1947年4月1日 - 上甲子園小学校と改称
- 1954年9月1日 - 西宮市立春風小学校を校区分離
- 1957年8月 - プール完成

## 通学区域
- 西宮市[1]
  - 甲子園口1 - 6丁目、津門飯田町、戸崎町

## 進学先中学校
- 西宮市立上甲子園中学校

## 交通
- 阪神バス（尼崎芦屋線・西宮団地線）上甲子園小学校前より

## 関係者

### 出身者
- 岡田淳（児童文学作家、在学中に大阪市立新森小路小学校に転校[2]） - 図工教師をしていた時期あり[3]。
- 山岸正和（医学者、1965年、昭和41年卒） - 甲陽学院中学へ進学。金沢大学医学部教授を経て、大阪人間科学大学副学長。

## 通学区域が隣接している学校
- 西宮市立小松小学校
- 西宮市立鳴尾北小学校
- 西宮市立春風小学校
- 西宮市立津門小学校
- 西宮市立深津小学校
- 西宮市立瓦木小学校
- 尼崎市立大島小学校